# No Substitute Love
"No Substitute Love" é o terceiro single do álbum Shine da cantora inglesa de hip hop Estelle.

## Vídeo
O vídeo da música foi lançado nos canais de televisão do Reino Unido em 30 de maio de 2008. Ele conta com a participação de Kelly Rowland, Sara Racey-Tabrizi, Kardinal Offishall, Amanda Diva e Christian Siriano.

## Faixas e formatos
CD 1 (Reino Unido)
1. "No Substitute Love"

CD 2 (Reino Unido)
1. "No Substitute Love"
2. "Magnificent"
3. "No Substitute Love (edição de Wideboys Miami)
4. "No Substitute Love" (vídeo)

CD Single (Austrália)
1. "No Substitute Love"
2. "No Substitute Love" (Wideboys Miama Mix)
3. "No Substitute Love" (Treasure Fingers Mix)

## Desempenho nas paradas
"No Substitute Love" entrou na UK Singles Chart em 22 de junho de 2008 e conseguiu apenas a 30ª posição. Já na Austrália, o single nem entrou no top 100 da ARIA, mas conquistou a 23ª posição no top 50 Urban Singles.
| Parada (2008)                | Melhor posição |
| ---------------------------- | -------------- |
| Reino Unido UK Singles Chart | 30             |
| Irlanda Irish Singles Chart  | 41             |
| Itália Italian Singles Chart | 35             |
| Austrália ARIA Urban Singles | 23             |